# Eugenio Mimica Barassi
Eugenio René Mimica Barassi (Punta Arenas, 4 de noviembre de 1949-Santiago, 27 de marzo de 2021) fue un escritor chileno.

## Biografía
Nació en el seno de una familia de ascendencia croata e italiana. Todos sus libros están ambientados en Magallanes, su región natal. 
Su primera obra fue Comarca fueguina  (cuentos, 1977), y dos años más tarde publicó Los cuatro dueños (cuentos, 1979). Posteriormente aparecieron ¿Quién es quién en las letras chilenas? (autobiografía, Editorial Nascimento), y Travesía sobre la Cordillera Darwin (reportaje, Editorial Universidad de Magallanes), hasta que en 1991 editó su primera novela, Un adiós al descontento, (Editorial Mosquito). Además, ese mismo año, fue editada la segunda edición de Los cuatro dueños. Entre 1993 y 1997 publicó la Agenda de Efemérides Magallánicas, de recopilación histórica y edición anual. En 1995 publicó Enclave para Dislocados (cuentos, Editorial Atelí Ltda.)-
En 2004 publicó Tierra del Fuego, en días de viento ausente (novela, Editorial Cuarto Propio). En 2006 Los cuatro dueños fue traducido al idioma croata, con el nombre de Cetiri Gospodara (Editorial Boskovic, Split).
En 2012 la Academia Chilena de la Lengua le editó su recopilación homenaje Osvaldo Wegmann Hansen (1918-1987). y en 2013 Diego Barros Ortiz (1908-1990). En 2018, junto con los escritores Guillermo Mimica y Vesna Z. Mimica, publicó el libro de cuentos Tres de la tribu (Pleme Ediciones), traducido al croata como Troje iz Plemena (Editorial Boskovic, Split, 2019). En 2019 apareció también su obra Aporte a la bibliografía literaria de Magallanes, 1908-2018 (Bravo y Allende Editores).
Obtuvo en 1980, con su libro Los cuatro dueños, el Premio Municipal de Literatura de Santiago. En 2000 recibió el Premio Municipal de Literatura «José Grimaldi Accotto» de la ciudad de Punta Arenas. Entre 1985 y 1987 fue presidente de la Sociedad de Escritores de Magallanes, y entre 1997 y 1999 presidente del Consejo Regional de la Cultura, las Artes y el Patrimonio. Además fue cofundador de la Biblioteca del Patrimonio Austral de la ciudad de Punta Arenas, en 1996.
Integró la delegación oficial «Magallanes vuelve a Portugal» con motivo de la Expo Lisboa 98 y al año siguiente asistió invitado a la Feria Internacional del Libro, LiBER 99, en Madrid. Ha sido articulista de los diarios La Prensa Austral y El Pingüino, y cronista de la revista Impactos.
Desde 1990 hasta 2013 fue miembro correspondiente en Punta Arenas de la Academia Chilena de la Lengua. En septiembre de 2013 resultó elegido por unanimidad como académico de número de dicha institución. asumiendo como tal el 24 de marzo de 2014. En mayo del mismo año fue nombrado académico correspondiente en Chile de la Real Academia Española. La Colectividad Croata de Punta Arenas le otorgó en 2015 la Medalla al Mérito Científico y Cultural. Integra, desde agosto de 2016, la mesa directiva de la Academia Chilena de la Lengua. Nombrado Embajador 500 años del Estrecho de Magallanes, por la Ilustre Municipalidad de Punta Arenas (julio de 2019).

## Libros publicados
- Comarca fueguina (1977)
- Los cuatro dueños (1979, 1991, 2006)
- ¿Quién es quién en las letras chilenas? (1983)
- Travesía sobre la Cordillera Darwin (1984)
- Un adiós al descontento (1991)
- Agenda de Efemérides Magallánicas (1993, 1994, 1995, 1997)
- Enclave para dislocados (1995)
- Tierra del Fuego, en días de viento ausente (2004)
- Osvaldo Wegmann Hansen (1918-1987) (2012)
- Diego Barros Ortiz (1908-1990) (2013)
- Tres de la tribu (2018)
- Aporte a la bibliografía literaria de Magallanes, 1908-2018 (2019)

## Premios y distinciones
- Premio Municipal de Literatura de Santiago otorgado por la Municipalidad de Santiago (1980).
- Premio Municipal de Literatura «José Grimaldi Accotto» de la ciudad de Punta Arenas (2000).
- Medalla al Mérito Científico o Cultural de la Colectividad Croata de Punta Arenas (2015).